# Canones Hippolyti
Die Canones Hippolyti („Kanones des Hippolyt“; CPG-Nummer 1742) sind eine Kirchenordnung, die wahrscheinlich um 500 in Ägypten entstanden sind.
Die kleine Sammlung basiert auf der Traditio Apostolica und enthält 38 Kanones zu den Weihegraden und einzelnen Ständen in der christlichen Gemeinde (Bischof, Presbyter, Diakon, Subdiakon, Witwen, Jungfrau), die Eucharistie und die Taufe.
Der Verfasser nennt sich selbst „Hippolyt, Bischof von Rom“ und beruft sich auf die Apostel. Vereinzelt wurde die Sammlung daher dem (Jahrhunderte früher wirkenden) Heiligen namens Hippolyt († 235) zugeschrieben.
Die Canones sind ursprünglich auf Griechisch verfasst worden; erhalten ist nur eine einzige Handschrift einer arabischen Fassung, die ihrerseits auf eine verlorene koptische Übersetzung zurückgeht. Die Canones Hippolyti wurden von einer Reihe späterer Sammlungen verwendet.

## Editionen und Übersetzungen
Die editio princeps wurde von Daniel Bonifaz von Haneberg 1870 herausgegeben; er fügte dem arabischen Text eine lateinische Übersetzung hinzu und gab ihr den bis heute üblichen Titel. Wilhelm Riedel gab 1900 eine verbesserte Ausgabe heraus; 1966 erfolgte die kritische Edition durch René-Georges Coquins.
- Daniel Bonifaz von Haneberg: Canones S. Hippolyti, Arabice e codicibus Romanis cum versione Latina. Rom 1870. Digitalisat.
- Les canons d’Hippolyte : édition critique de la version arabe. Introduction et traduction française par René-Georges Coquin. Firmin-Didot, Paris 1966.
- Paul Bradshaw: The Canons of Hippolytus. Grove, London 1987. ISBN 1-85174-057-0; Nachdruck Gorgias, Piscataway 2010. Digitalisat. (Englische Übersetzung.)